# Emma Nilsson
Emma Nilsson (* 18. November 1993 in Torsby) ist eine schwedische Biathletin.
Emma Nilsson lebt in Brandsbol in der Gemeinde Sunne und startet für SK Bore Biathlon, zuvor für Brandsbols SK. Sie trainiert im Team Torsby Biathlon mit anderen schwedischen Nachwuchsathletin- und athletinnen in ihrer Geburtsstadt. Ihr internationales Debüt gab sie im Rahmen der Biathlon-Juniorenweltmeisterschaften 2012 in Kontiolahti, wo sie mit Rang 21 im Einzel ihr bestes Resultat erreichte. Ein Jahr später wurde sie in Obertilliach 52. in Einzel wie im Sprint. 2014 war in Presque Isle mit Rang 18 erneut das Einzel bestes Rennen für Nilsson.
Bei den Frauen startete Nilsson erstmals zum Auftakt der Saison 2012/13 in Idre im IBU-Cup und wurde 63. eines Sprintrennens. Ein Jahr später verbesserte sie an selber Stelle in ihrem zweiten Sprint ihre Bestleistung auf Platz 46. Seit der Saison 2014/15 gehört Nilsson zum Weltcup-Team Schwedens. Bei ihrem ersten Weltcuprennen, einem Einzel in Östersund, wurde sie 56. Auch danach gehörte sie außer in Hochfilzen immer zum schwedischen Team. Während zunächst nicht einmal mit der Staffel eines schwedischen Teams im Aufbau Top-Ten-Platzierungen erreicht werden konnten, schaffte Nilsson in Ruhpolding mit einem 38. Platz im Sprint erstmals den Gewinn von Weltcup-Punkten.

## Weltcup-Statistik
Die Tabelle zeigt alle Platzierungen (je nach Austragungsjahr einschließlich Olympische Spiele und Weltmeisterschaften).
- 1.–3. Platz: Anzahl der Podiumsplatzierungen
- Top 10: Anzahl der Platzierungen unter den ersten zehn (einschließlich Podium)
- Punkteränge: Anzahl der Platzierungen innerhalb der Punkteränge (einschließlich Podium und Top 10)
- Starts: Anzahl gelaufener Rennen in der jeweiligen Disziplin
- Staffel: inklusive Mixed- und Single-Mixed-Staffeln

| Platzierung            | Einzel | Sprint | Verfolgung | Massenstart | Staffel | Gesamt |
| ---------------------- | ------ | ------ | ---------- | ----------- | ------- | ------ |
| 1. Platz               |        |        |            |             |         |        |
| 2. Platz               |        |        |            |             | 1       | 1      |
| 3. Platz               |        |        |            |             |         |        |
| Top 10                 |        |        |            |             | 10      | 10     |
| Punkteränge            | 4      | 9      | 10         |             | 15      | 38     |
| Starts                 | 12     | 34     | 20         |             | 15      | 81     |
| Stand: 10. Januar 2022 |        |        |            |             |         |        |